# Santa Maria in Traspontina (församling)
Santa Maria in Traspontina är en församling i Rione Borgo i Roms stift.
Till församlingen Santa Maria in Traspontina hör följande kyrkobyggnader:
- Santa Maria in Traspontina
- San Lorenzo in Piscibus
- Santo Spirito in Sassia
- Santa Maria Annunziata in Borgo
- Santa Maria Assunta al Gianicolo
- Santa Maria della Pietà in Camposanto dei Teutonici
- Santa Monica
- Santi Michele e Magno